# Alfredo Lúcio de Moura
Alfredo Lúcio de Moura, mais conhecido como Mexicano, (Uberaba, 16 de novembro de 1926 — Marília, 16 de setembro de 2018) foi um futebolista brasileiro, que atuava como lateral direito.

## Carreira
Mexicano começou sua carreira profissional aos 17 anos no Uberaba, e logo chamou a atenção do Atlético Mineiro, onde jogou 116 partidas e fez parte de um time histórico bicampeão mineiro em 1946 e 1947. É considerado um dos maiores laterais da história do clube.
Transferiu-se para o Palmeiras em 1949, e conquistou vários títulos, o principal foi a Copa Rio, em que não jogou, mas fez parte do elenco. Permaneceu no Palmeiras até 1954, quando fraturou a perna e se aposentou com apenas 28 anos.

## Títulos
Atlético-MG
- Campeonato Mineiro: 1946 e 1947

Palmeiras
- Campeonato Paulista: 1950
- Copa Rio Internacional: 1951
- x  Torneio Rio-São Paulo: 1951